# Липовка (Карачевский район)
Липовка — деревня в Карачевском районе Брянской области России. Входит в состав Верхопольского сельского поселения.

## География
Деревня находится в восточной части Брянской области, в зоне хвойно-широколиственных лесов, в пределах Снежетьско-Ревенского междуречья, на расстоянии примерно 18 километров (по прямой) к юго-западу от города Карачева, административного центра района. Абсолютная высота — 195 метров над уровнем моря.
Климат умеренно континентальный с теплым летом и умеренно морозной зимой. Годовое количество осадков — 500—600 мм. Средняя температура января составляет −8,6°, июля — +18,6°.
Часовой пояс
Деревня Липовка, как и вся Брянская область, находится в часовой зоне МСК (московское время). Смещение применяемого времени относительно UTC составляет +3:00.

## Население
| 2010 | 2013 |
| ---- | ---- |
| 43   | ↘40  |

Половой состав
По данным Всероссийской переписи населения 2010 года в гендерной структуре населения мужчины составляли 48,8 %, женщины — соответственно 51,2 %.
Национальный состав
Согласно результатам переписи 2002 года, в национальной структуре населения русские составляли 100 % из 56 чел.

## Улицы
Уличная сеть деревни состоит из одной улицы (ул. Рудченко).